# Daniel Ramón de Arrese y Duque
Daniel Ramón de Arrese Duque (Vitoria, 1831-Sevilla, 1891) fue un escritor, catedrático y periodista español.

## Biografía
Nacido en Vitoria el 3 de enero de 1831, estudió la licenciatura de Filosofía y Letras en Valladolid y Madrid y tras terminar estos estudios fue nombrado auxiliar de un centro de segunda enseñanza en Vitoria en 1857. En 1860 fue uno de los fundadores del periódico El Alavés, para entrar más tarde a colaborar en El Porvenir Alavés, del que llegó a convertirse en director, y, más adelante, en El Fuerista y El Ateneo. Fue autor de numerosos trabajos vascófilos, publicados muchos de ellos en la prensa de la región. Fue catedrático de las universidades de Vitoria y Sevilla. Casado con Simona Fernández de Gamboa, falleció en Sevilla el 1 de septiembre de 1891.
Entre sus obras se encuentran Apuntes biográficos de los ilustres patricios señores D. Prudencio María de Verástegui y D. Miguel Ricardo de Álava (1864), sobre Prudencio María de Verástegui y Miguel Ricardo de Álava y cuya redacción le habría encargado Ramón Ortiz de Zárate, Reseña histórica del Ateneo científico, literario y artístico de Vitoria, y una edición de Poesías póstumas de Obdulio de Perea, entre otras.